# Луїза Кароліна Гессен-Кассельська
Луї́за Каролі́на Ге́ссен-Ка́ссельська (нім. Luise Karoline von Hessen-Kassel; 28 вересня 1789 — 13 березня 1867) — принцеса Гессен-Кассельська з Гессенського дому, донька ландграфа Гессен-Кассельського Карла і данської принцеси Луїзи, дружина герцога Шлезвіг-Гольштейн-Зондербург-Глюксбурзького Фрідріха Вільгельма, мати короля Данії Кристіана IX.

## Біографія
Луїза Кароліна народилася 28 вересня 1789 року в Готторфському палаці й була шостою, наймолодшою дитиною та третьою дочкою в родині принца Карла Гессен-Кассельського і його дружини Луїзи Данської. Батько, що обіймав посаду головнокомандувача норвезьких військ, якраз брав участь у Російсько-шведській війні.
Для батьків була пізньою дитиною. Матері на момент її народження виповнилося 39 років. Мала старших сестер Марію Софію, що вже була одружена, і Юліану Луїзу, а також братів Фрідріха й Крістіана. Родина жила у Готторфському палаці й замку Луїзенлунд.
1809 року в Готторфському палаці розміщено генеральний штаб армії. У чині майора при ньому служив принц Фрідріх Вільгельм Шлезвіг-Гольштейн-Зондербург-Бекський. У листопаді відбулися їхні з Луїзою Кароліною заручини.
26 січня 1810 року в кірсі Готторфського палацу принцеса повінчалася з Фрідріхом Вільгельмом. Нареченій було 20 років, нареченому — 25. «Військове весілля» святкувалося в спокійних обставинах і без присутності батьків Фрідріха Вільгельма. Батько нареченої запропонував незаможним молодятам залишитися у Готторфському палаці, де їм виділили цілий поверх. У розпорядженні пари було також кілька кімнат літнього Луїзенлунду.
У шлюбі народилося десятеро дітей
1816 року чоловік Луїзи Кароліни успадкував від батька титул герцога Шлезвіг-Гольштейн-Зондербург-Бекського.

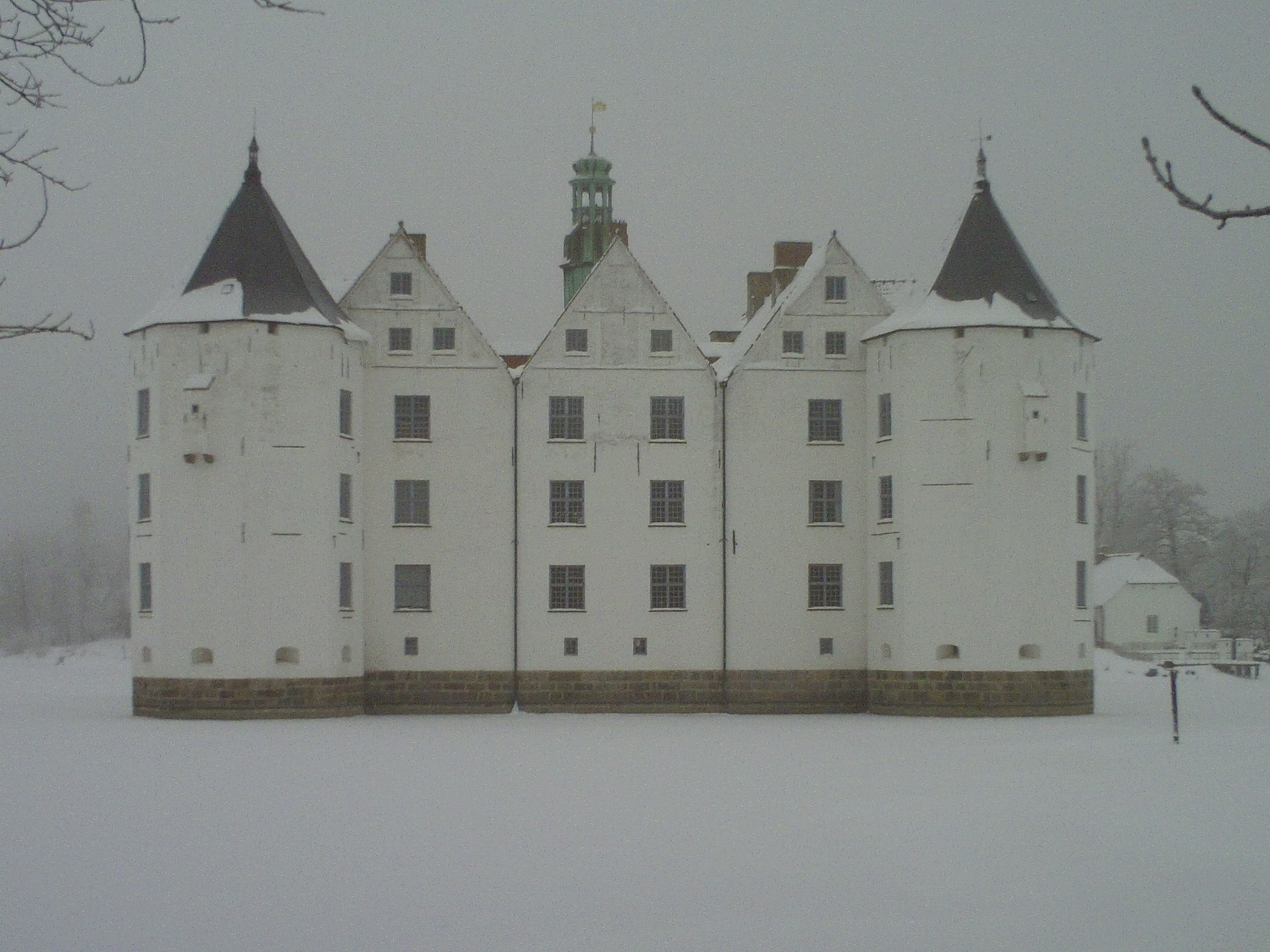
Глюксбурзький замок

1824 року померла Анна Кароліна Нассау-Саарбрюкенська, удова останнього герцога Глюксбурзького Фрідріха Генріха. Після її смерті залишився вільним Глюксбурзький замок, а все майно відійшло данській короні. Фредерік VI на прохання дружини Марії Софії, яка була рідною сестрою Луїзи Кароліни, передав його Фрідріху Вільгельму і Луїзі Кароліні. 6 липня 1825 року підписано патент на володіння Глюксбурзькою фортецею та надання титулу герцога Гольштейн-Глюксбурзького Фрідріху Вільгельму. Той змінив титул на герцога Шлезвіг-Гольштейн-Зондербург-Глюксбурзького й став засновником молодшої лінії Глюксбурзької династії.
1831 року він помер від запалення легень. Луїзу Кароліну після його смерті змальовували як спокійну леді, що спромоглася дати дітям гарне виховання.
Вона так само жила влітку в Луїзенлунді, а зиму проводила з батьком у Готторфському палаці. 1836 року Карл Гессен-Кассельський пішов з життя в 92-річному віці. Після цього зимову пору року овдовіла герцогиня перебувала в Глюксбурзькому замку. Це тривало до початку Першої шлезвізької війни між Данією і Пруссією у 1848 році. Відтоді Луїза Кароліна віддавала перевагу Балленштедту, де жила її дочка Фредеріка.
1847 року четвертого сина герцогині, Кристіана, обрано наступником кронпринца Фредеріка Данського, який не мав законних спадкоємців. 15 листопада 1863 року він став 50-м королем Данії з іменем Кристіана IX. Його нащадки досі правлять країною.
Луїза Кароліна пішла з життя в Балленштедті 13 березня 1867 року в 77-річному віці. Поховали її в Шлезвізькому соборі поруч із чоловіком.

## Родина

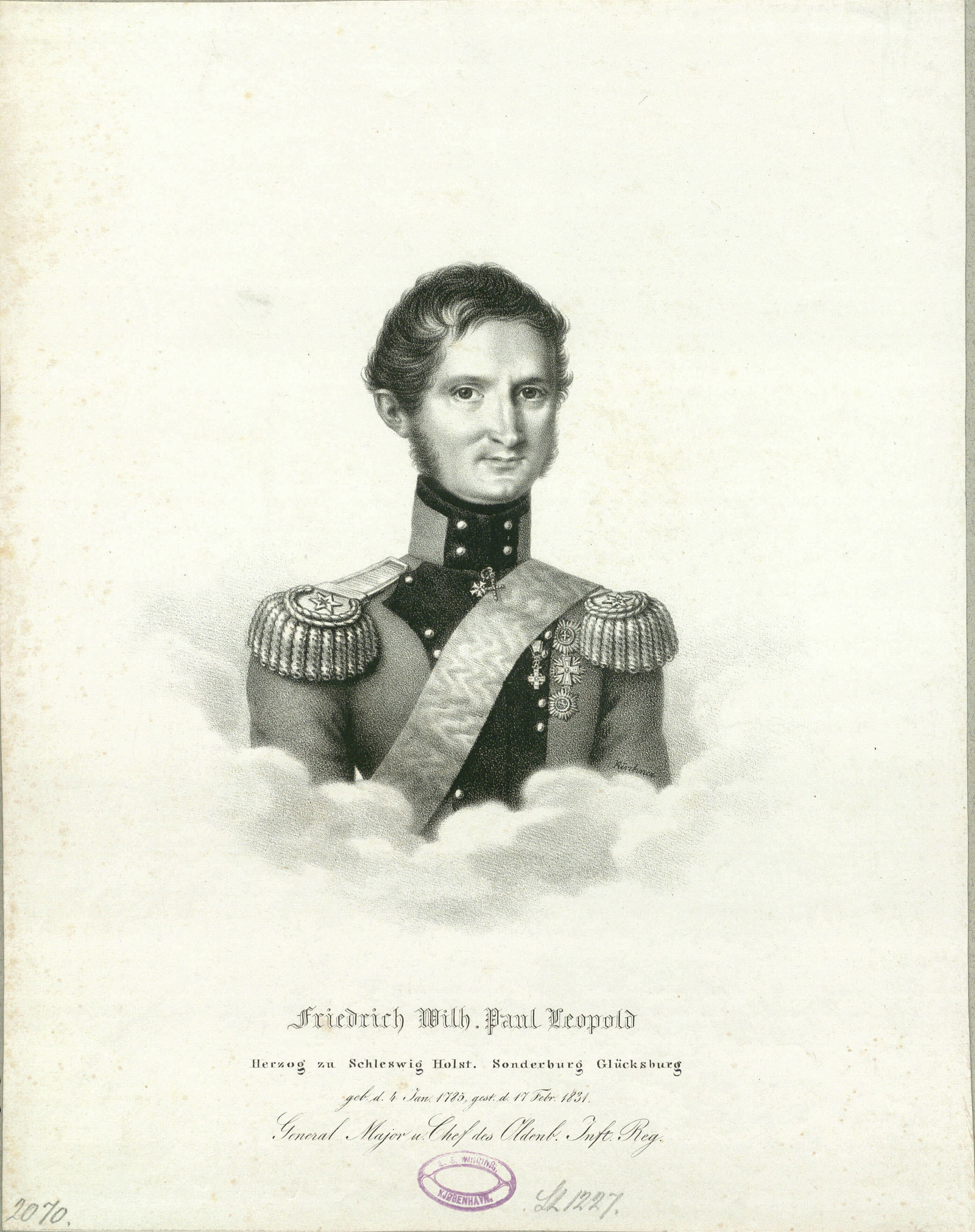
Фрідріх Вільгельм

Чоловік — Фрідріх Вільгельм, герцог Шлезвіг-Гольштейн-Зондербург-Глюксбурзький
Діти:
- Луїза Марія (1810—1869) — двічі перебувала у морганатичних шлюбах;
- Фредеріка (1811—1902) — дружина герцога Ангальт-Бернбургу Александра Карла, дітей не мала;
- Карл (1813—1878) — наступний герцог Шлезвіг-Гольштейн-Зондербург-Глюксбурзький у 1831—1878 роках, був одружений з Вільгельміною Марією Данською, мав двох позашлюбних дітей;
- Фрідріх (1814—1885) — герцог Шлезвіг-Гольштейн-Зондербург-Глюксбурзький у 1878—1885 роках, був одружений з Адельгейдою Шаумбург-Ліппською, мав п'ятеро дітей;
- Вільгельм (1816—1893) — одружений не був, дітей не мав;
- Кристіан (1818—1906) — король Данії у 1863—1906 роках, був одружений з Луїзою Гессен-Кассельською, мав шестеро дітей;
- Луїза (1820—1894) — у 1860 році стала настоятелькою в Ітцехо;
- Юлій (1824—1903) — був морганатично одружений із Елізабет фон Ціґесар, якій було надано титул графині Руст, дітей не мав;
- Йоганн (1825—1911) — регент Грецького королівства у 1867 році, одруженим не був, дітей не мав;
- Ніколаус (1828—1849) — пішов з життя у віці 20 років неодруженим та бездітним.

## Нагороди
Великий хрест ордену Святої Катерини (Російська імперія) (17 листопада 1865).